# Fuglefjellet
Fuglefjellet är ett berg i Östantarktis, vars topp når 1 921 meter över havet, eller 482 meter över den omgivande terrängen. Bredden vid basen är 5,4 km.
Terrängen runt Fuglefjellet är platt åt nordväst, men åt sydost är den kuperad.
Norge gör anspråk på området. 